# Eugenio Baroni
Eugenio Baroni (1865 - 1943) va ser un botànic italià.

## Algunes publicacions
- La fisiologia delle piante. In T. FERRARIS, Botanica Agrar. Tecn. e Mer., 2: pp. 386. 93 fig

- «Detall de l'autor» (HTML) (en anglès). Índex Internacional de Noms de Plantes.   International Organization for Plant Information (IOPI).

1. ↑  Es poden consultar els tàxons descrits per aquest autor a International Plant Names Index (anglès)